# Sporobolus virginicus
Espèce
Sporobolus virginicus, la sporobole de Virginie, est une espèce de plantes monocotylédones de la famille des Poaceae, sous-famille des Chloridoideae, à répartition pantropicale. Ce sont des plantes herbacées vivaces, cespiteuses, rhizomateuses, aux tiges dressées ou décombantes de 15 à 30 cm de haut. C'est une espèce adaptée aux dunes côtières, en particulier sous le niveau de la marée haute, qui tolère un niveau de salinité important. On l'utilise pour stabiliser les dunes sur les rivages soumis à l'érosion éolienne.

## Taxinomie

### Synonymes
Selon The Plant List (17 juin 2019) :
- Agrostis barbata var. senegalensis Pers.[2]
- Agrostis barbata Pers.[3]
- Agrostis congener Schumach.
- Agrostis dura Willd. ex Steud.
- Agrostis juncea Lam.
- Agrostis littoralis Lam.
- Agrostis orientalis Nees[2]
- Agrostis pungens Muhl.
- Agrostis tremula Willd.
- Agrostis virginica L.
- Aira congener Schumach.
- Aira sabuletorum Steud.
- Aira sabulonum var. uniflora Balansa[2]
- Aira sabulonum Labill.[2]
- Calotheca sabulosa Steud.[2]
- Crypsis maritima Munro ex MacOwan
- Crypsis virginica (L.) Nutt.
- Podosemum virginicum (L.) Link
- Sporobolus benthamii var. robustus Domin
- Sporobolus confertus J.A.Schmidt
- Sporobolus geniculatus (Steud.) Nees ex Aitch.
- Sporobolus humilis subsp. minor Veldkamp
- Sporobolus littoralis (Lam.) Kunth
- Sporobolus matrella (Nees) Nees
- Sporobolus minutus subsp. confertus (J.A.Schmidt) Lobin, N.Kilian & Leyens[3]
- Sporobolus sundaicus Ohwi
- Sporobolus tremulus (Willd.) Kunth
- Sporobolus virginicus subsp. littoralis (Kunth) Borhidi & O.Muñiz
- Sporobolus virginicus var. littoralis (Lam.) Hitchc.[2]
- Sporobolus virginicus var. minor F.M. Bailey[2]
- Sporobolus virginicus var. pallidus Benth.[2]
- Sporobolus virginicus var. virginicus[3]
- Sporobolus virginicus (L.) Brongn.[2]
- Sporobolus virginicus F. M. Bailey[4]
- Vilfa barbata (Pers.) P.Beauv.
- Vilfa conferta (J.A.Schmidt) Steud.
- Vilfa dura Trin.
- Vilfa geniculata Nees ex Steud.
- Vilfa intermedia Trin.
- Vilfa littoralis (Lam.) P.Beauv.
- Vilfa luxurians Steud. ex Lechler[2]
- Vilfa matrella Nees
- Vilfa tremula (Willd.) Trin.
- Vilfa virginica (L.) P.Beauv.
- Zoysia tremula (Willd.) B.D.Jacks.

### Liste des sous-espèces et variétés
Selon Tropicos (17 juin 2019) (Attention liste brute contenant possiblement des synonymes) :
- sous-espèces :
  - Sporobolus virginicus subsp. littoralis (Lam.) Borhidi & O. Muñiz
  - Sporobolus virginicus subsp. virginicus
- variétés :
  - Sporobolus virginicus var. arenarius (Gouan) Maire
  - Sporobolus virginicus var. gaditanus (Boiss. & Reut.) Kerguélen
  - Sporobolus virginicus var. littoralis (Lam.) Hitchc.
  - Sporobolus virginicus var. minor F.M. Bailey
  - Sporobolus virginicus var. pallidus Benth.
  - Sporobolus virginicus var. virginicus